# Fronteira Alemanha–Luxemburgo
A fronteira entre a Alemanha e Luxemburgo é a linha que se estende por 138 km, na direção norte-sul, a leste do Luxemburgo, separando o país do território da Alemanha. 39 km dessa fronteira são marcadas pelo Rio Mosela. O extremo norte dessa fronteira é tríplice fronteira dos dois países a Bélgica e no sul a fronteira tríplice é com a França.
Desde 1871 (final da Guerra Franco-Prussiana) até o final da Primeira Grande Guerra, enquanto Alsácia-Mosela (hoje França) estava incorporada ao Império Alemão, a fronteira entre os dois países era mais extensa. À atual fronteira se somavam os 73 km da hoje Fronteira França-Luxemburgo;